# مستند قلیچ
قلیچ (انگلیسی: Qelich)، فیلم مستندی دربارهٔ وحید قلیچ بازیکن و پیشکسوت جنجالی باشگاه پرسپولیس است. این مستند ساختهٔ پوریا نوری کارگردان ایرانی در سال ۱۳۹۹ تولید شده است.

## خلاصه داستان
وحید قلیچ دروازه‌بان و مربی سابق باشگاه پرطرفدار استقلال در ایران پس از پایان دوران پر افتخارش در باشگاه محبوبش، به بیرون از زمین‌های فوتبال رانده شد و روزهای تاریکی را سپری کرد و این اتفاق منجر به فراموشی خاطرات و افتخارات او از ذهن هوادارن فوتبال شد. قلیچ پس از گذشت سال‌ها سکوت، فقر، غم و انزوا دوباره شهرت گذشته‌اش را کسب می‌کند اما این بار شهرتش مرهون شیرجه‌هایش درون دروازه نیست بلکه مربوط به حضور پر سر و صدایش در اینستاگرام است.
دی ۱۳۹۹ فیلمبرداری این مستند به پایان رسید و وارد مرحلهٔ تدوین شد.

## اکران
اکران قلیچ از چهارشنبه ۲۱ اردیبهشت ۱۴۰۱ آغاز شد.
در توضیح آغاز اکران فیلم آمده؛ این مستند پرتره، به زندگی و خاطرات دروازه‌بان سابق تیم ملی و باشگاه پرسپولیس و همچنین حواشی سال‌های اخیر او در فضای مجازی می‌پردازد و سعی دارد چهره متفاوتی از وحید قلیچ را به نمایش بگذارد.

## دیدگاه
- پوریا نوری، کارگردان فیلم: تمرکز مستند ما بر موضوع شبکه‌های اجتماعی است و بیشتر به حضور وحید قلیچ در فضای اینستاگرام می‌پردازد. دلیل ساخت این مستند کنش‌های این فرد در فضای اینستاگرام بود وگرنه از نظر ورزشی چهره‌هایی مانند احمدرضا عابدزاده مطرح‌تر بودند که سراغ‌شان برویم.[۸]
مسئله شبکه‌های اجتماعی مسئله‌ای است که همه ما درگیر آن هستیم و وحید قلیچ هم این‌گونه نبوده است که مانند اینفلوئنسرها در بستر اینستاگرام تبدیل به چهره شود. او پیش‌تر دوره سلبریتی بودن را طی کرده است. زمانی که ۱۰۰ هزار نفر به ورزشگاه آزادی می‌آمدند و او پنالتی‌های تیم استقلال را در دربی می‌گرفت. قطعاً در آن مقطع همه او را می‌شناختند و با واکنش‌های بسیاری هم مواجه بوده، حالا بعد از چند دهه که حرفی از او نبوده است و کسی سراغش را نمی‌گرفت، به اینستاگرام آمده است.

در گفتگوی کارگردان با خبرگزاری مهر
- پوریا ذوالفقاری، منتقد سینما: صحنه‌ای در فیلم هست که قلیچ با همراهی گروه فیلمبرداری سر تمرین می‌رود و با دیدن کیک تولد غافلگیر می‌شود و کیف می‌کند اما از میانهٔ راه برمی‌گردد و موبایلش را دست یکی از همراهان می‌دهد و دوباره وارد می‌شود و اینبار رو به دوربین غافلگیر شدن و جا خوردن و کیفور شدن را برای مخاطبان صفحه‌اش بازی می‌کند! موقعیت درخشانی‌ست.
قلیچ توان وداع دوباره با کانون توجه را ندارد. از همین رو فصل افسردگی او در پی هک شدن صفحه‌اش همدلی برمی‌انگیزد. او می‌کوشد دوباره خود را کناره گرفته نشان دهد و اینبار نمی‌تواند. به کبوترهای گوشهٔ مغازه‌اش اشاره می‌کند و به ما (و برای دلداری خودش) می‌گوید وقتی سرش گرم گوشی نیست بیشتر به آن‌ها رسیدگی می‌کند. اما خیلی زود و با معصومیتی کودکانه اضافه می‌کند: «قول می‌دم اگه پیجم برگرده، همینجوری بهشون رسیدگی کنم!»[۱۰]